# Darien (Connecticut)
Darien és un poble dels Estats Units a l'estat de Connecticut. Segons el cens del 2005 tenia 20.452 habitants.

## Demografia
Segons el cens del 2000, Darien tenia 19.607 habitants, 6.592 habitatges, i 5.385 famílies. La densitat de població era de 588,7 habitants per km².
Per edats la població es repartia de la següent manera: un 32,5% tenia menys de 18 anys, un 3% entre 18 i 24, un 28,2% entre 25 i 44, un 24% de 45 a 60 i un 12,4% 65 anys o més.
L'edat mediana era de 38 anys. Per cada 100 dones de 18 o més anys hi havia 89,7 homes.
La renda mediana per habitatge era de 146.755 $ i la renda mediana per família de 173.777 $. Els homes tenien una renda mediana de 100.000 $ mentre que les dones 59.313 $. La renda per capita de la població era de 77.519 $. Aproximadament el 0,6% de les famílies estaven per davall del llindar de pobresa.

## Poblacions properes
El següent diagrama mostra les poblacions més properes.